# Norge i olympiska vinterspelen 1956
Norge i olympiska vinterspelen 1956.

## Medaljer

### Guld
- Nordisk kombination
  - Individuella: Sverre Stenersen

- Längdskidåkning
  - Herrarnas 15 km: Hallgeir Brenden

### Silver
- Hastighetsåkning på skridskor
  - Herrarnas 10 000 m: Knut Johannesen

### Brons
- Hastighetsåkning på skridskor
  - Herrarnas 500 m: Alv Gjestvang